# Astragalus utahensis
Astragalus utahensis là một loài thực vật có hoa trong họ Đậu. Loài này được (Torr.) Torr. & A.Gray miêu tả khoa học đầu tiên.